# Siańga (stacja kolejowa)
Siańga (ros. Сяньга) – stacja kolejowa w rejonie priażyńskim, w Karelii, w Rosji. Położona jest na linii Suojarwi – Pietrozawodsk, wśród tajgi, w znacznym oddaleniu od skupisk ludzkich. Najbliższą miejscowością jest Siamoziero.
Stacja powstała w 1940.

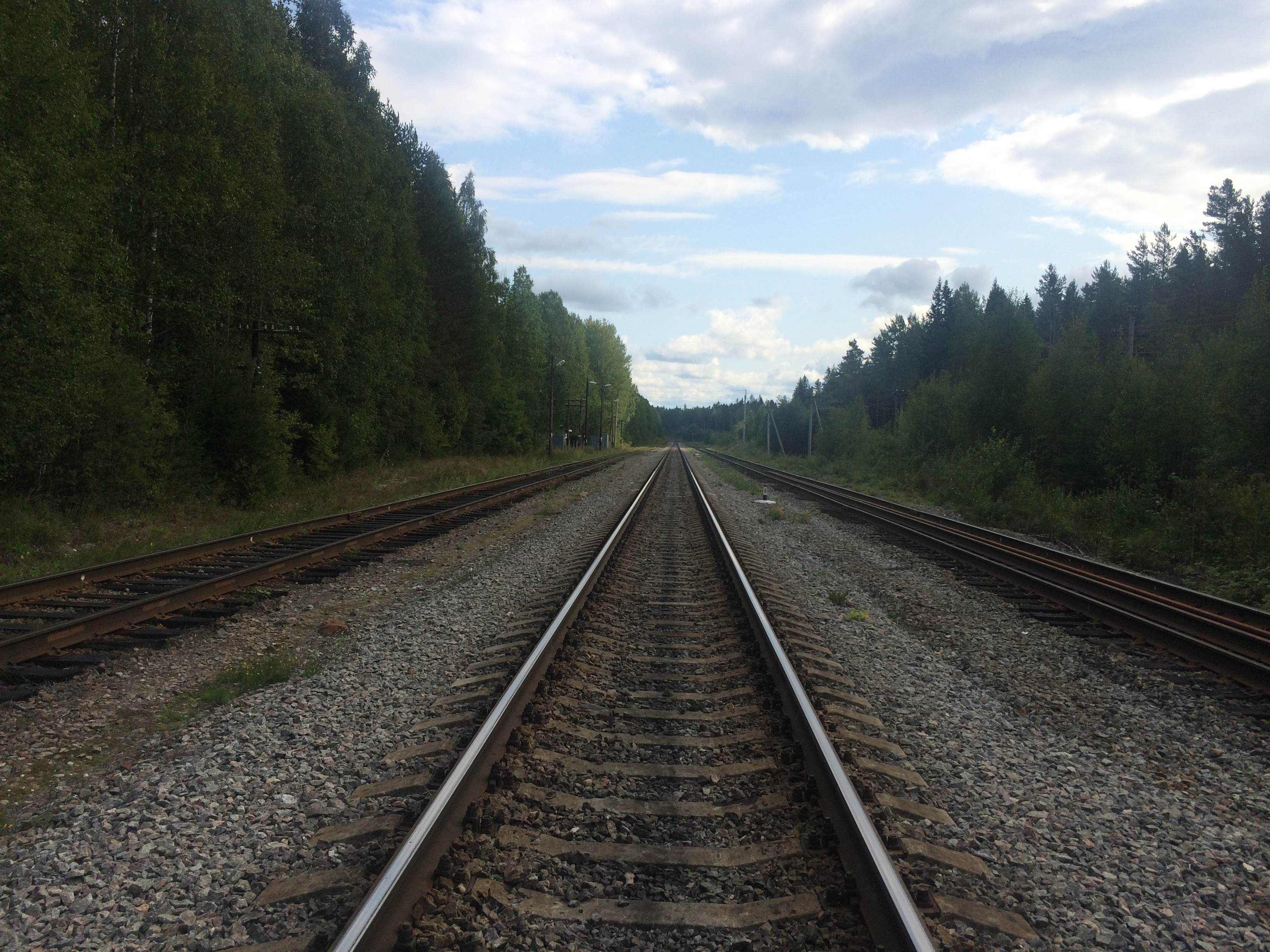
widok w stronę Pietrozawodska